# 前卫流行
前卫流行（英语：avant-pop）是流行音乐的一种，其具实验性、新颖，与以往的风格截然不同，同时又能直接让听众感受得到。该术语意味着前卫感与流行音乐中现有元素的结合，服务于新颖、独特的艺术构想。